# Zdeněk Svatonský
Zdeněk Svatonský (* 23. ledna 1953) je bývalý československý fotbalista, obránce a záložník. Po skončení aktivní kariéry působil jako rozhodčí, trenér v nižších soutěžích a fotbalový funkcionář.

## Fotbalová kariéra
V československé lize hrál za Baník Ostrava a TJ Vítkovice. Nastoupil ve 127 ligových utkáních a dal 13 gólů. Získal ligový titul s Baníkem Ostrava a s Vítkovicemi. V evropských pohárech odehrál 4 utkání (2 v Poháru mistrů a 2 v Poháru vítězů pohárů).

## Ligová bilance
| Ročník                                   | Zápasy | Góly | Klub          |
| ---------------------------------------- | ------ | ---- | ------------- |
| 1. československá fotbalová liga 1974/75 | 5      | 0    | Baník Ostrava |
| 1. československá fotbalová liga 1975/76 | 2      | 0    | Baník Ostrava |
| 1. československá fotbalová liga 1976/77 | 7      | 0    | Baník Ostrava |
| Česká národní fotbalová liga 1978/79     | -      | -    | TJ Vítkovice  |
| Česká národní fotbalová liga 1980/81     | -      | 12   | TJ Vítkovice  |
| 1. československá fotbalová liga 1981/82 | 29     | 4    | TJ Vítkovice  |
| 1. československá fotbalová liga 1982/83 | 30     | 5    | TJ Vítkovice  |
| 1. československá fotbalová liga 1983/84 | 22     | 3    | TJ Vítkovice  |
| 1. československá fotbalová liga 1984/85 | 23     | 0    | TJ Vítkovice  |
| 1. československá fotbalová liga 1985/86 | 9      | 1    | TJ Vítkovice  |
| CELKEM 1. liga                           | 127    | 13   |               |